# Gyldenløves Høj
Gyldenløves Høj er Sjællands højeste punkt, 125,5 meter over havets overflade. Den ligger i Bidstrup-skovene i Jystrup Sogn mellem Ringsted og Kirke Hvalsø.
Højen er opkaldt efter Ulrik Gyldenløve, halvbror til Christian 5. og ejer af det nærliggende Skjoldenæsholm. I slutningen af 1600-tallet anlagde han en høj på toppen. Uden den er højen kun 121,3 meter over havets overflade og overgås på Sjælland af Kobanke ved Rønnede, der med 122,9 meter er det højeste naturlige punkt på øen.
Gyldenløves Høj er omgivet af træer, der skjuler, at højen er Sjællands højeste punkt. Om vinteren er der lidt udsigt mod vest.
Nedenfor den kunstige del af højen står en trigonometrisk station mærket GS (Generalstaben).

## Mindestenen
Under besættelsen nedkastede allierede fly våben til modstandsbevægelsen ved Gyldenløves Høj. Der er rejst en mindesten på højen for fire modstandsfolk, der døde under besættelsen, og som inden da modtog våbennedkastninger her og i Bidstrup-skovene.
Inskriptionen på stenen lyder således:
ERIK BRIAND CLAUSEN

F. 24.1.1901 SKUDT AF TYSKERNE 29.3.1945

POUL KRISTIANSEN

F. 20.1.1897 DØD I TYSK KONCENTRATIONSLEJR 29.3.1945

GEORG BROCKHOFF QUISTGAARD

F. 19.2.1915 SKUDT AF TYSKERNE 20.5.1944

HOLGER SØNDERUP

F. 4.3.1901 DØD I TYSK KONCENTRATIONSLEJR 27.1.1945

DE GAV DERES LIV I KAMPEN FOR DANMARKS FRIHED

Stenens bagside bærer inskriptionen:
MODTOG VAABEN NEDKASTET AF ALLIEREDE FLYVERE

VED GYLDENLØVESHØJ

KAMMERATER REJSTE DETTE MINDE